# Lago Canandaigua
Il lago Canandaigua è uno dei Finger Lakes, situati nello stato di New York, negli Stati Uniti; è tra questi il quarto per dimensioni e il più occidentale tra quelli maggiori. Come gli altri, possiede una forma allungata ed è di origine glaciale. Nel lago è presente una delle uniche due isole di tutti i Finger Lakes, la Squaw Island.
Sulle sponde del lago sorgono Canandaigua (all'estremità settentrionale) e Woodville (a sud). Il lago fornisce l'acqua per l'uso domestico alla prima, così come ai centri abitati vicini di Newark, Palmyra, Rushville e Gorham.
L'acqua nei pressi delle estremità del lago generalmente d'inverno ghiaccia, sebbene non sia frequente che questo interessi l'intero lago.